# Cristina Chapuli
Cristina Chapuli Egido (Alicante, 18 de enero de 1975) es una ex gimnasta rítmica española que fue campeona del mundo en modalidad de conjuntos (Atenas 1991), además de lograr otras numerosas preseas con la selección nacional de gimnasia rítmica de España. La generación de gimnastas que integró es conocida con el seudónimo de las Primeras Chicas de Oro.

## Biografía deportiva

### Inicios
Se inició en la gimnasia rítmica en el Club Atlético Montemar de Alicante, club del que han surgido otras gimnastas españolas importantes como Carolina Pascual, Marta Baldó o Estela Giménez. 

### Etapa en la selección nacional

#### 1989: ingreso en el conjunto júnior y Europeo de Tenerife
En 1989 es convocada por la selección nacional para entrar en el conjunto júnior, entrenado por Rosa Menor, Paqui Maneus, Cathy Xaudaró y Berta Veiga, y participaría como suplente en el Campeonato de Europa Júnior de Tenerife, obteniendo la medalla de bronce junto al resto del equipo, integrado también por Carmen Acedo, Noelia Fernández, Ruth Goñi, Montse Martín, Eider Mendizábal y Gemma Royo, además de Diana Martín como suplente.

#### 1989 - 1990: entrada al conjunto sénior y suplencia

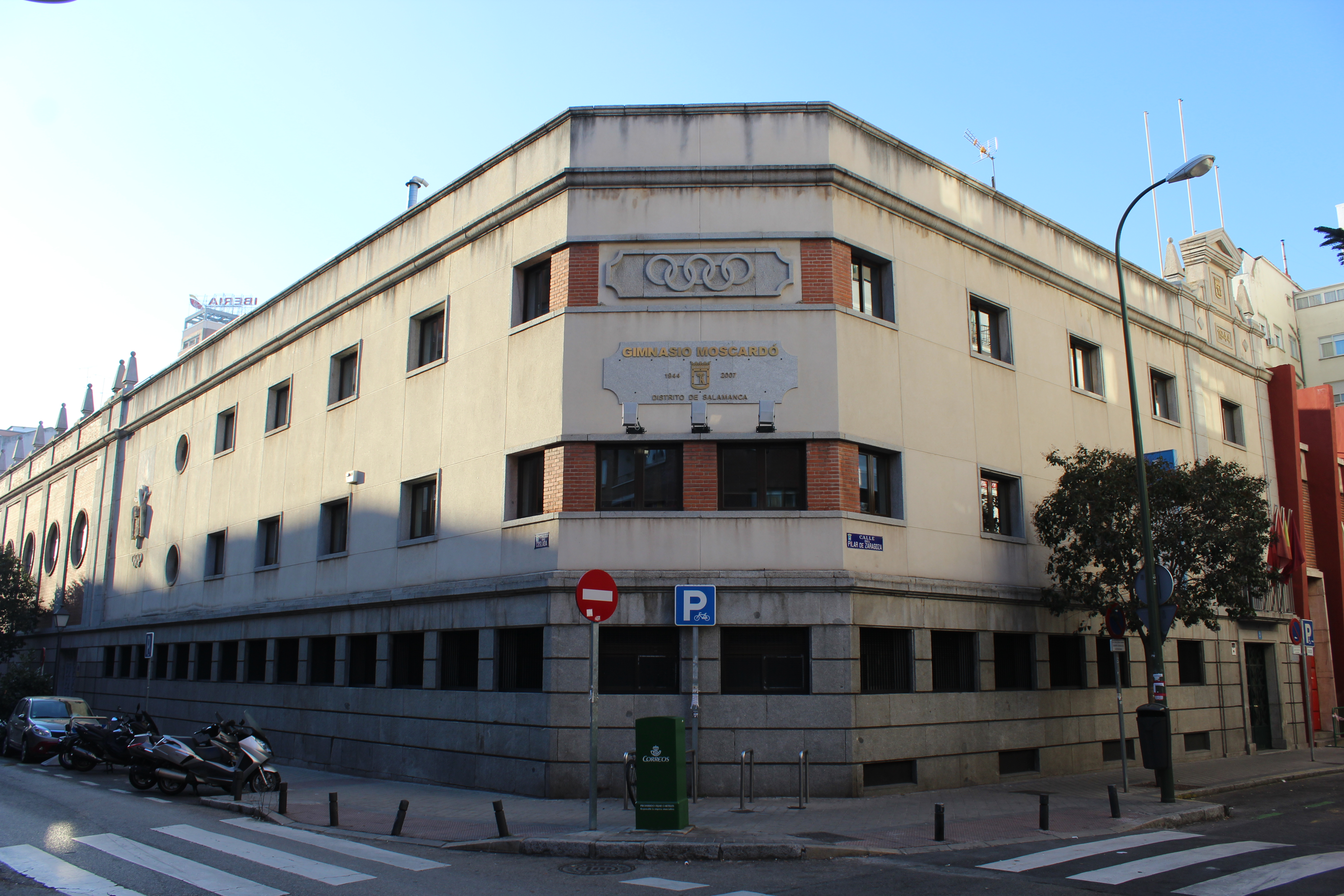
El Gimnasio Moscardó, en el distrito de Salamanca (Madrid), fue el lugar de entrenamiento de la selección nacional de gimnasia rítmica hasta 1997.

A finales de 1989, tras ser convocada por Emilia Boneva, pasó a formar parte de la selección nacional de gimnasia rítmica de España absoluta en la modalidad de conjuntos, en la que permanecería hasta 1991. Durante ese tiempo entrenaría unas 8 horas diarias en el Gimnasio Moscardó de Madrid a las órdenes de la propia Emilia Boneva y de Ana Roncero, que desde 1982 eran seleccionadora nacional y entrenadora de conjuntos respectivamente, y conviviría con todas las integrantes del equipo en una casa en La Moraleja.
En 1990 Chapuli sería gimnasta suplente del equipo, permaneciendo en Madrid entrenando al no ser convocada a competiciones como el Europeo o la Copa del Mundo. De las cuatro suplentes que había ese año en el conjunto, solo dos podían viajar a las competiciones. El conjunto titular ese año fue Beatriz Barral, Lorea Elso, Bito Fuster, Montse Martín, Arancha Marty y Vanesa Muñiz, siendo suplentes Marta Aberturas y Gemma Royo. Débora Alonso también formaba parte del equipo, pero al igual que Chapuli no fue convocada a las competiciones ese año.

#### 1991: título mundial en Atenas
En 1991, los dos ejercicios del conjunto fueron el de 6 cintas y el de 3 pelotas y 3 cuerdas. El primero tenía como música «Tango Jalousie», compuesta por Jacob Gade, mientras que el de pelotas y cuerdas, usaba el tema «Campanas», de Víctor Bombi. Para coreografiar los pasos de danza del ejercicio de 6 cintas se contó con la ayuda de Javier Castillo «Poty», entonces bailarín del Ballet Nacional, aunque el coreógrafo habitual del equipo era el búlgaro Georgi Neykov. Previamente al Mundial, consiguieron el oro en el torneo de Karlsruhe (por delante de URSS y Bulgaria) y 3 bronces en el Gymnastic Masters de Stuttgart, ambos en Alemania.

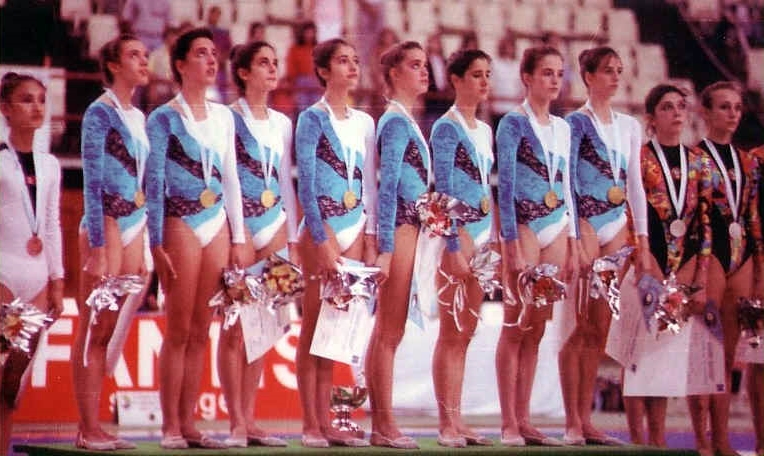
Cristina (tercera a la derecha) junto al conjunto con el oro en el Mundial de Atenas (1991).

Todo el año 1991 fue gimnasta suplente del conjunto. El 12 de octubre de ese año, el conjunto español logró la medalla de oro en el concurso general del Campeonato del Mundo de Gimnasia Rítmica de Atenas. Este triunfo fue calificado por los medios como histórico, ya que fue la primera vez que España se proclamó campeona del mundo de gimnasia rítmica. En la primera jornada del concurso general habían conseguido una puntuación de 19,500 en el ejercicio de 3 pelotas y 3 cuerdas, mientras que en la siguiente, con el montaje de 6 cintas, obtuvieron una nota de 19,350 (9,90 en composición y 9,45 en ejecución). Con una calificación total de 38,850, el equipo español consiguió finalmente superar en el concurso general a la URSS por 50 milésimas, mientras que Corea del Norte fue bronce. Al día siguiente, serían además medalla de plata en las dos finales por aparatos, la de 6 cintas, y la de 3 pelotas y 3 cuerdas, aunque como en el resto de la competición, Marta sería gimnasta suplente en ambos ejercicios. Estas medallas fueron conseguidas por Cristina junto a Débora Alonso, Lorea Elso, Bito Fuster, Isabel Gómez, Montse Martín y Gemma Royo, además de Marta Aberturas como la otra suplente. Dichas medallas serían narradas para España por la periodista Paloma del Río a través de La 2 de TVE. Tras esta consecución, a finales de 1991 realizarían una gira por Suiza.

### Retirada de la gimnasia
Se retiró en 1991, tras el Campeonato del Mundo de Atenas. El 16 de noviembre de 2019, con motivo del fallecimiento de Emilia Boneva, unas 70 exgimnastas nacionales, entre ellas Cristina, se reunieron en el tapiz para rendirle tributo durante el Euskalgym. El evento tuvo lugar ante 8.500 asistentes en el Bilbao Exhibition Centre de Baracaldo y fue seguido además de una cena homenaje en su honor.

## Legado e influencia
El conjunto nacional de gimnasia rítmica de 1991 consiguió en el Mundial de Atenas el primer título mundial para la rítmica española, logrando en dicha disciplina imponerse por primera vez un país occidental a los países del Este. Sería además el primer equipo femenino español en proclamarse campeón del mundo en un deporte mediático. Reseñas de este hito aparecen en libros como Gimnasia rítmica deportiva: aspectos y evolución (1995) de Aurora Fernández del Valle, Enredando en la memoria (2015) de Paloma del Río o Pinceladas de rítmica (2017) de Montse y Manel Martín.

## Equipamientos
| Período     | Proveedor |
| ----------- | --------- |
| 1989 - 1991 | Arena     |

## Música de los ejercicios
| Año         | Aparatos              | Música                                                                                |
| ----------- | --------------------- | ------------------------------------------------------------------------------------- |
| 1989 - 1990 | 12 mazas              | «España cañí», pasodoble compuesto por Pascual Marquina Narro.                        |
| 1990        | 12 mazas              | Pieza Asturias (Leyenda), perteneciente a la Suite española, Op. 47 de Isaac Albéniz. |
| 1990 - 1991 | 3 pelotas y 3 cuerdas | «Spain» de Chick Corea, versionada por Michel Camilo y Tomatito.                      |
| 1991 - 1992 | 6 cintas              | «Tango Jalousie», compuesto por Jacob Gade.                                           |
| 1991        | 3 pelotas y 3 cuerdas | «Campanas», de Víctor Bombi.                                                          |

## Palmarés deportivo

### Selección española
| 1989 - Campeonato de Europa Júnior de Tenerife* 3.er puesto en preliminares Bronce en final (6 cintas) 1991 - DTB-Pokal Karlsruhe Oro en concurso general - Gymnastic Masters de Stuttgart Bronce en concurso general Bronce en 6 cintas Bronce en 3 pelotas y 3 cuerdas - Campeonato del Mundo de Atenas* Oro en concurso general Plata en 6 cintas Plata en 3 pelotas y 3 cuerdas |

*Como suplente del equipo en ambos ejercicios

## Premios, reconocimientos y distinciones
- Medalla al Mérito Gimnástico, otorgada por la Real Federación Española de Gimnasia (1991)

## Galería

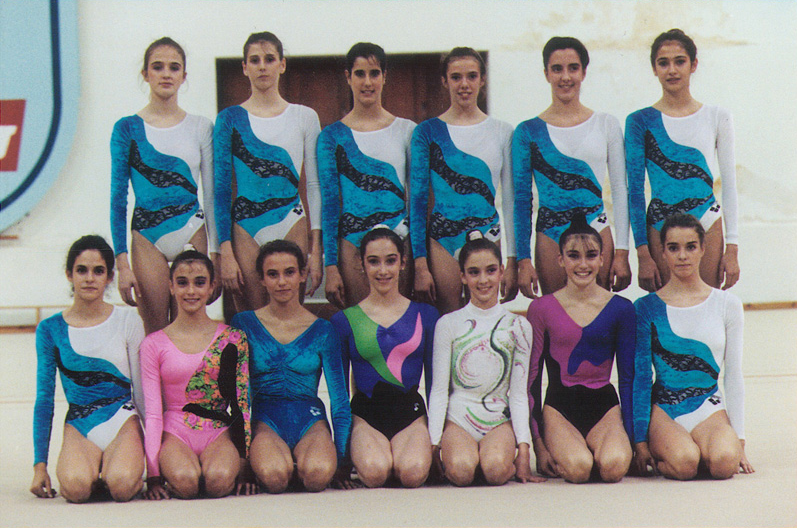
Chapuli (de pie, tercera a la izquierda) con la selección de gimnasia rítmica en el Gimnasio Moscardó (1991).
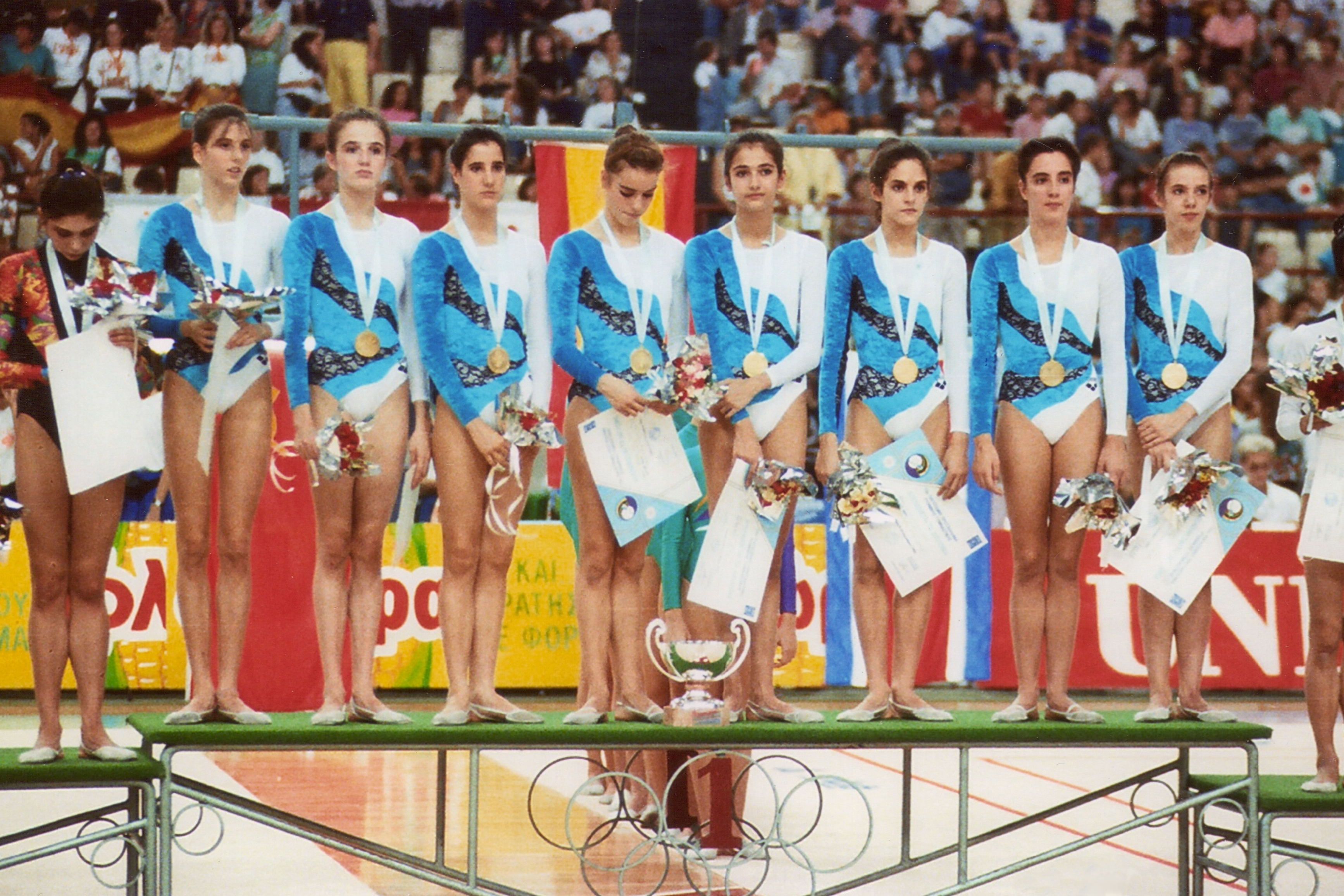
El conjunto español con el oro en el podio del concurso general del Mundial de Atenas (1991).

## Filmografía

### Programas de televisión
| Programas de televisión | Programas de televisión | Programas de televisión | Programas de televisión              |
| ----------------------- | ----------------------- | ----------------------- | ------------------------------------ |
| 1990                    | Camarada Boneva         | La 2 de TVE             | Aparición en reportaje               |
| 1991                    | De tú a tú              | Antena 3                | Invitada junto al resto del conjunto |
| 1991                    | Tele 5 ¿dígame?         | Telecinco               | Invitada junto al resto del conjunto |
| 1991                    | VIP Tarde               | Telecinco               | Invitada junto al resto del conjunto |